# Restio elsieae
Restio elsieae är en gräsväxtart som beskrevs av Hans Peter Linder. Restio elsieae ingår i släktet Restio och familjen Restionaceae. Inga underarter finns listade i Catalogue of Life.